# Eiichi Uemura
Eiichi Uemura (jap. 植村 映一, Uemura Eiichi; * 1. Dezember 1975 in der Präfektur Yamanashi) ist ein ehemaliger japanischer Fußballspieler.

## Karriere
Uemura erlernte das Fußballspielen in der Schulmannschaft der Isawa High School und der Universitätsmannschaft der Kanagawa-Universität. Seinen ersten Vertrag unterschrieb er 1999 bei den Ventforet Kofu. Der Verein spielte in der zweithöchsten Liga des Landes, der J2 League. Ende 1999 beendete er seine Karriere als Fußballspieler.